# Saint-Martin-de-Mailloc
Pour les articles homonymes, voir Saint-Martin.
Saint-Martin-de-Mailloc [sɛ̃ maʁtɛ̃ də majɔ]  est une commune française, située dans le département du Calvados en région Normandie, peuplée de 999 habitants (les Maillochins).

## Géographie
| Saint-Jean-de-Livet | Le Mesnil-Guillaume                  | Saint-Denis-de-Mailloc                          |
| Prêtreville         | Saint-Martin-de-Mailloc              | Saint-Denis-de-Mailloc, Saint-Julien-de-Mailloc |
| Prêtreville         | Prêtreville, Saint-Pierre-de-Mailloc | Saint-Pierre-de-Mailloc                         |

### Hydrographie
La commune est située dans le bassin Seine-Normandie. Elle est drainée par l'Orbiquet, le cours d'eau 04 de la commune de Prêtreville, le fossé 07 de la commune de Prêtreville, le cours d'eau 01 de la commune de Saint-Martin-de-Mailloc, le fossé 01 des Samsons, le cours d'eau 01 de la Cour Lenormandun bras de l'Orbiquet et un autre petit cours d'eau,.
L'Orbiquet, d'une longueur de 30 km, prend sa source dans la commune de La Folletière-Abenon et se jette  dans la Touques à Lisieux, après avoir traversé onze communes. 

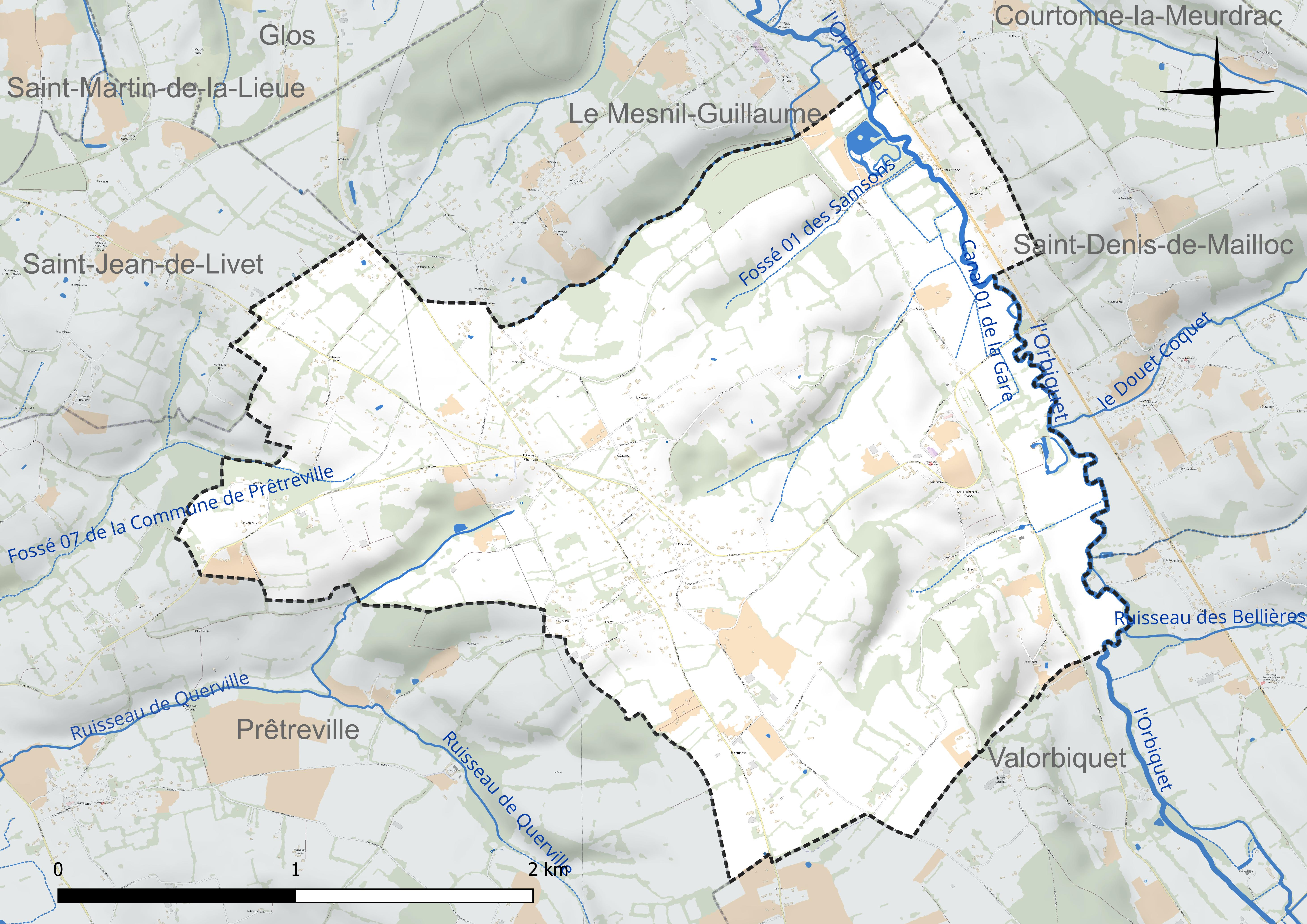
Réseau hydrographique de Saint-Martin-de-Mailloc.

Un plan d'eau complète le réseau hydrographique : les Samsons (1,8 ha),.

### Climat
Pour des articles plus généraux, voir Climat de la Normandie et Climat du Calvados.
En 2010, le climat de la commune est de type climat océanique altéré, selon une étude du CNRS s'appuyant sur une série de données couvrant la période 1971-2000. En 2020, Météo-France publie une typologie des climats de la France métropolitaine dans laquelle la commune est exposée à un climat océanique et est dans une zone de transition entre les régions climatiques « Côtes de la Manche orientale » et « Normandie (Cotentin, Orne) ». Parallèlement le GIEC normand, un groupe régional d'experts sur le climat, différencie quant à lui, dans une étude de 2020, trois grands types de climats pour la région Normandie, nuancés à une échelle plus fine par les facteurs géographiques locaux. La commune est, selon ce zonage, exposée à un « climat contrasté des collines », correspondant au Pays d'Auge, Lieuvin et Roumois, moins directement soumis aux flux océaniques et connaissant toutefois des précipitations assez marquées en raison des reliefs collinaires qui favorisent leur formation.
Pour la période 1971-2000, la température annuelle moyenne est de 10,6 °C, avec  une amplitude thermique annuelle de 13,3 °C. Le cumul annuel moyen de précipitations est de 845 mm, avec 12,3 jours de précipitations en janvier et 8,2 jours en juillet. Pour la période 1991-2020, la température moyenne annuelle observée sur la station météorologique la plus proche, située sur la commune de Lisieux à 8 km à vol d'oiseau, est de 11,7 °C et le cumul annuel moyen de précipitations est de 881,4 mm,. Pour l'avenir, les paramètres climatiques de la commune estimés pour 2050 selon différents scénarios d'émission de gaz à effet de serre sont consultables sur un site dédié publié par Météo-France en novembre 2022.

## Urbanisme

### Typologie
Au 1er janvier 2024, Saint-Martin-de-Mailloc est catégorisée commune rurale à habitat dispersé, selon la nouvelle grille communale de densité à 7 niveaux définie par l'Insee en 2022.
Elle appartient à l'unité urbaine de Lisieux, une agglomération intra-départementale dont elle est une commune de la banlieue,. Par ailleurs la commune fait partie de l'aire d'attraction de Lisieux, dont elle est une commune de la couronne,. Cette aire, qui regroupe 57 communes, est catégorisée dans les aires de 50 000 à moins de 200 000 habitants,.

### Occupation des sols
L'occupation des sols de la commune, telle qu'elle ressort de la base de données européenne d'occupation biophysique des sols Corine Land Cover (CLC), est marquée par l'importance des territoires agricoles (89,1 % en 2018), en diminution par rapport à 1990 (100 %). La répartition détaillée en 2018 est la suivante : 
prairies (84,5 %), zones urbanisées (10,9 %), zones agricoles hétérogènes (3,8 %), terres arables (0,8 %). L'évolution de l'occupation des sols de la commune et de ses infrastructures peut être observée sur les différentes représentations cartographiques du territoire : la carte de Cassini (XVIIIe siècle), la carte d'état-major (1820-1866) et les cartes ou photos aériennes de l'IGN pour la période actuelle (1950 à aujourd'hui).

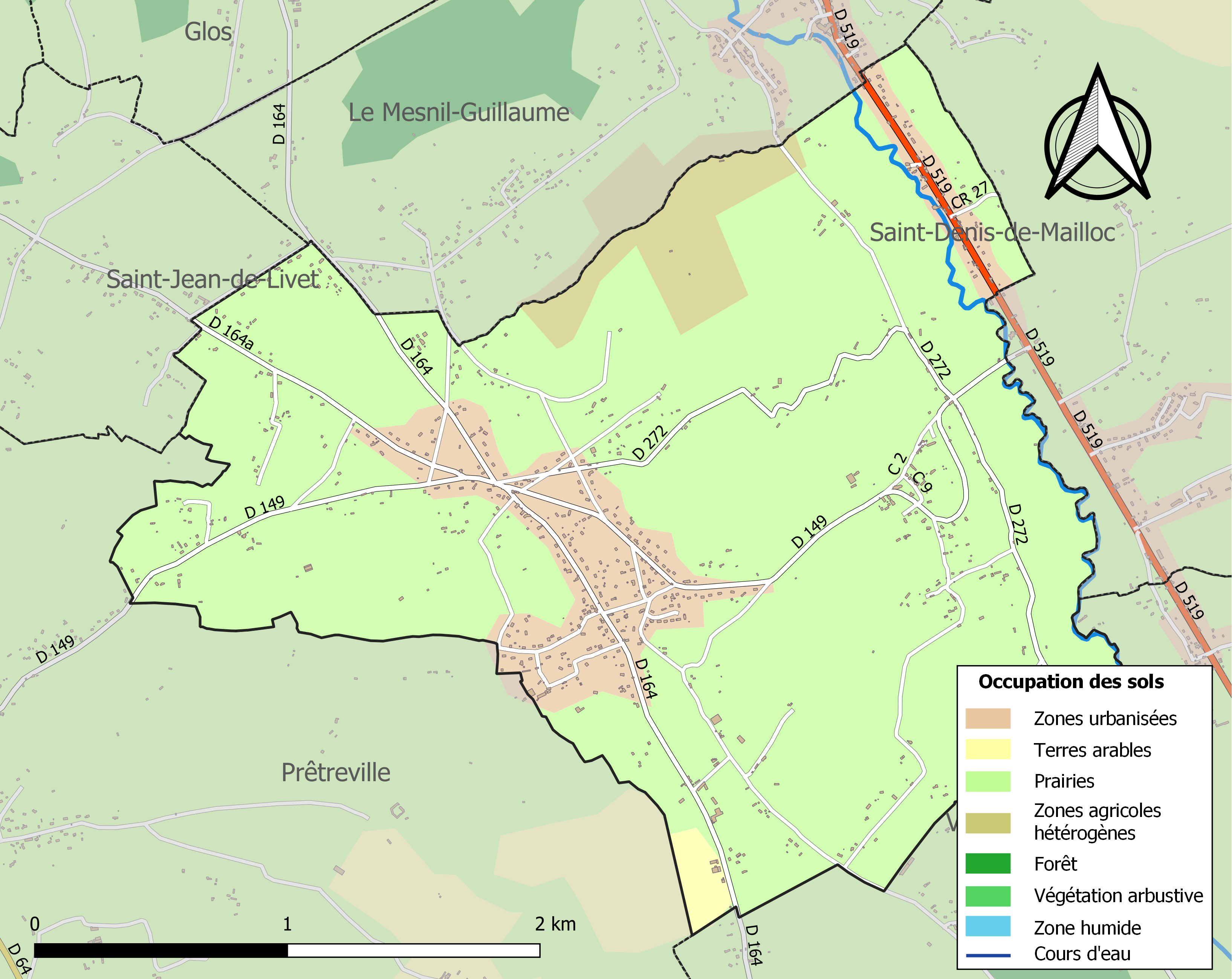
Carte des infrastructures et de l'occupation des sols de la commune en 2018 (CLC).

## Toponymie
L'hagiotoponyme de la localité est attesté sous la forme ecclesia Sancti Martini Veteris vers 1350.
La paroisse était dédiée à Martin de Tours, évêque de Tours au IVe siècle.
Saint-Martin, « lieu voué à Saint-Martin appartenant à la famille de Mailloc »; le -c ne se prononce pas. Le déterminant de-Mailloc (prononcé [majɔ]) est partagé par trois des communes voisines.
Le déterminant de-Mailloc se réfère à la famille de Mailloc , dont l'histoire est liée à d'autres communes des environs et qui possédait le « château des quatre Maillocs » à Saint-Julien-de-Mailloc, élève son territoire en marquisat, et les communes qui en dépendent prennent alors la dénomination de-Mailloc.

## Histoire
La famille de Mailloc qui possédait le « château des quatre Maillocs » près de Saint-Pierre-de-Mailloc, élève son territoire en marquisat.
On peut apercevoir quatre maillets sur l'une des tours du château. Les quatre tours sont dirigées chacune vers un des villages Mailloc : Saint-Pierre, Saint-Martin, Saint-Denis et Saint-Julien.

## Politique et administration
| Période   | Période   | Identité            | Étiquette | Qualité                                           |
| --------- | --------- | ------------------- | --------- | ------------------------------------------------- |
| mars 1980 | mars 2000 | Pierre Béhier       |           | Marchand de bestiaux                              |
| mars 2000 | mars 2008 | René Guérault       | SE        | Employé de banque                                 |
| mars 2008 | mars 2014 | Jean-Claude Poirier | SE        | Retraité                                          |
| mars 2014 | mai 2020  | Jacky Baron-Leroy   | SE        | Retraité ingénieur traitement des eaux            |
| mai 2020  | En cours  | Thierry Ecolasse    | SE        | Professeur de mathématiques et sciences physiques |

Le conseil municipal est composé de quinze membres dont le maire et quatre adjoints.

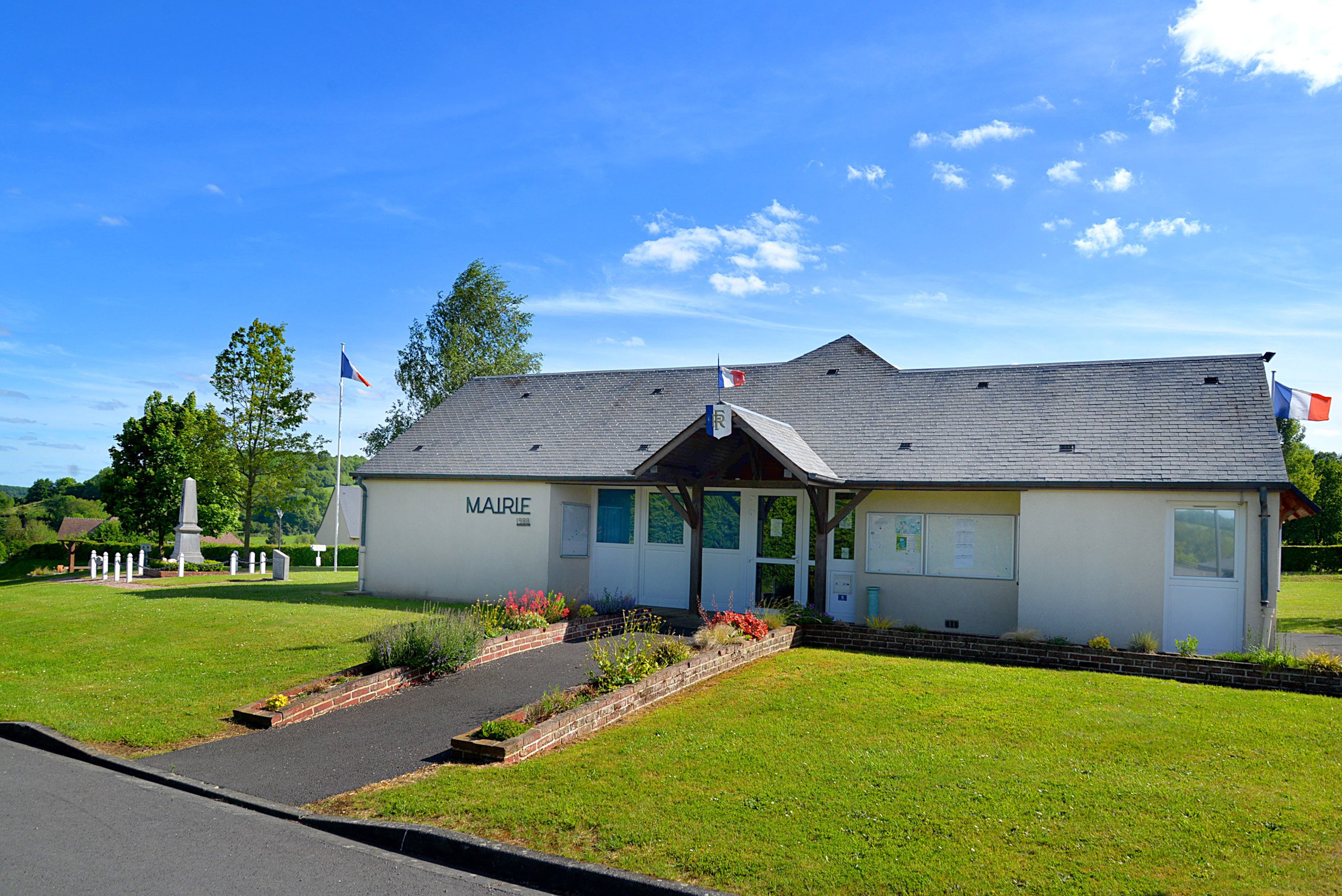
La mairie.

## Démographie
L'évolution du nombre d'habitants est connue à travers les recensements de la population effectués dans la commune depuis 1793. Pour les communes de moins de 10 000 habitants, une enquête de recensement portant sur toute la population est réalisée tous les cinq ans, les populations de référence des années intermédiaires étant quant à elles estimées par interpolation ou extrapolation. Pour la commune, le premier recensement exhaustif entrant dans le cadre du nouveau dispositif a été réalisé en 2008.
En 2022, la commune comptait 999 habitants, en évolution de +12,12 % par rapport à 2016 (Calvados : +1,58 %, France hors Mayotte : +2,11 %).
Saint-Martin-de-Mailloc a compté jusqu'à 899 habitants en 1806.
| 1793 | 1800 | 1806 | 1821 | 1831 | 1836 | 1841 | 1846 | 1851 |
| ---- | ---- | ---- | ---- | ---- | ---- | ---- | ---- | ---- |
| 761  | 661  | 899  | 849  | 795  | 689  | 678  | 696  | 615  |

| 1856 | 1861 | 1866 | 1872 | 1876 | 1881 | 1886 | 1891 | 1896 |
| ---- | ---- | ---- | ---- | ---- | ---- | ---- | ---- | ---- |
| 657  | 629  | 627  | 561  | 569  | 493  | 479  | 476  | 416  |

| 1901 | 1906 | 1911 | 1921 | 1926 | 1931 | 1936 | 1946 | 1954 |
| ---- | ---- | ---- | ---- | ---- | ---- | ---- | ---- | ---- |
| 412  | 402  | 413  | 365  | 353  | 369  | 355  | 389  | 412  |

| 1962 | 1968 | 1975 | 1982 | 1990 | 1999 | 2006 | 2008 | 2013 |
| ---- | ---- | ---- | ---- | ---- | ---- | ---- | ---- | ---- |
| 429  | 355  | 419  | 593  | 711  | 659  | 815  | 860  | 874  |

| 2018 | 2022 | - | - | - | - | - | - | - |
| ---- | ---- | - | - | - | - | - | - | - |
| 912  | 999  | - | - | - | - | - | - | - |

## Lieux et monuments
- Église Saint-Martin du XVe siècle, très remaniée.
- Manoir des Samsons de la fin du XVe siècle[33], partiellement inscrit au titre des monuments historiques[34].

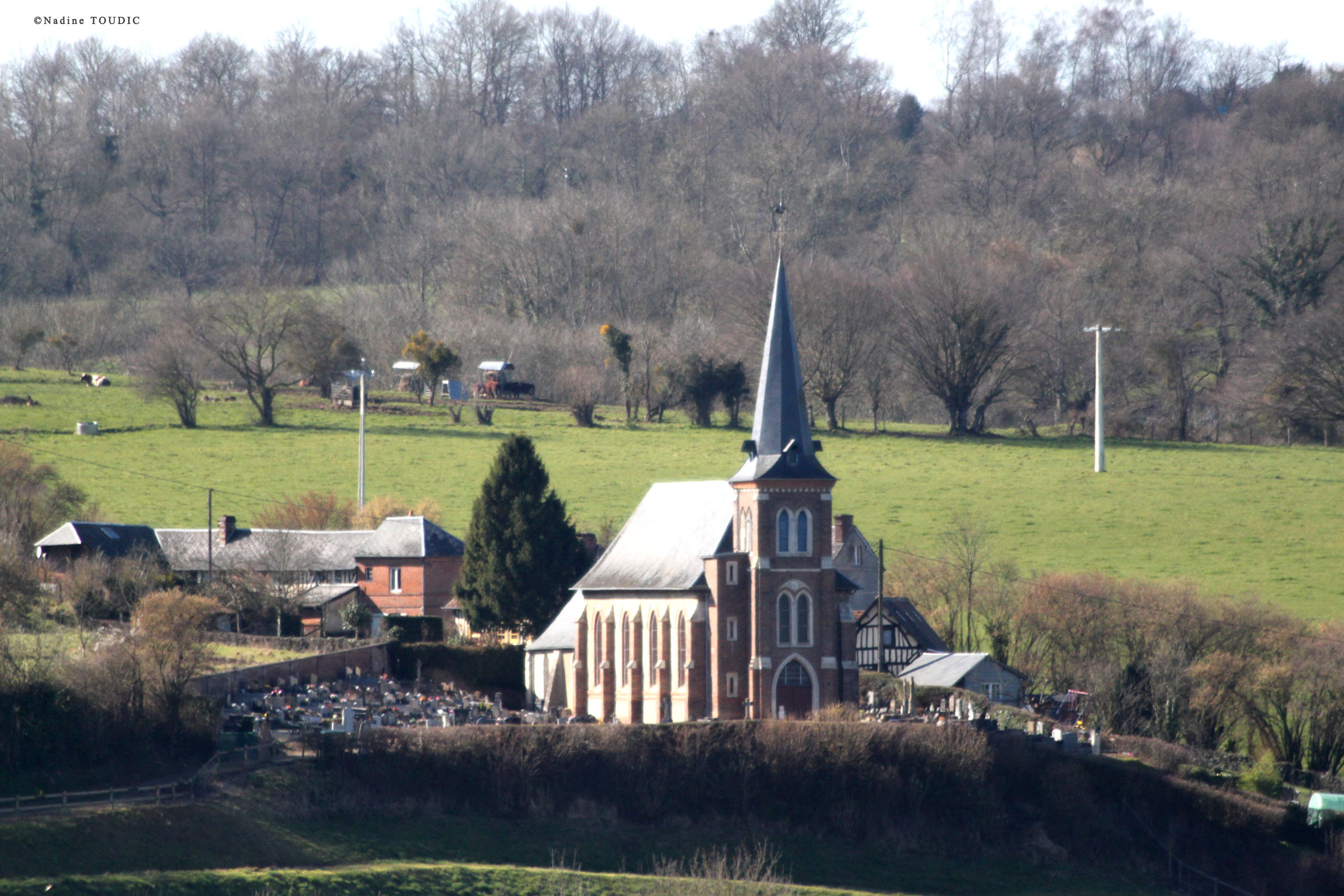
Vue panoramique de l'église.
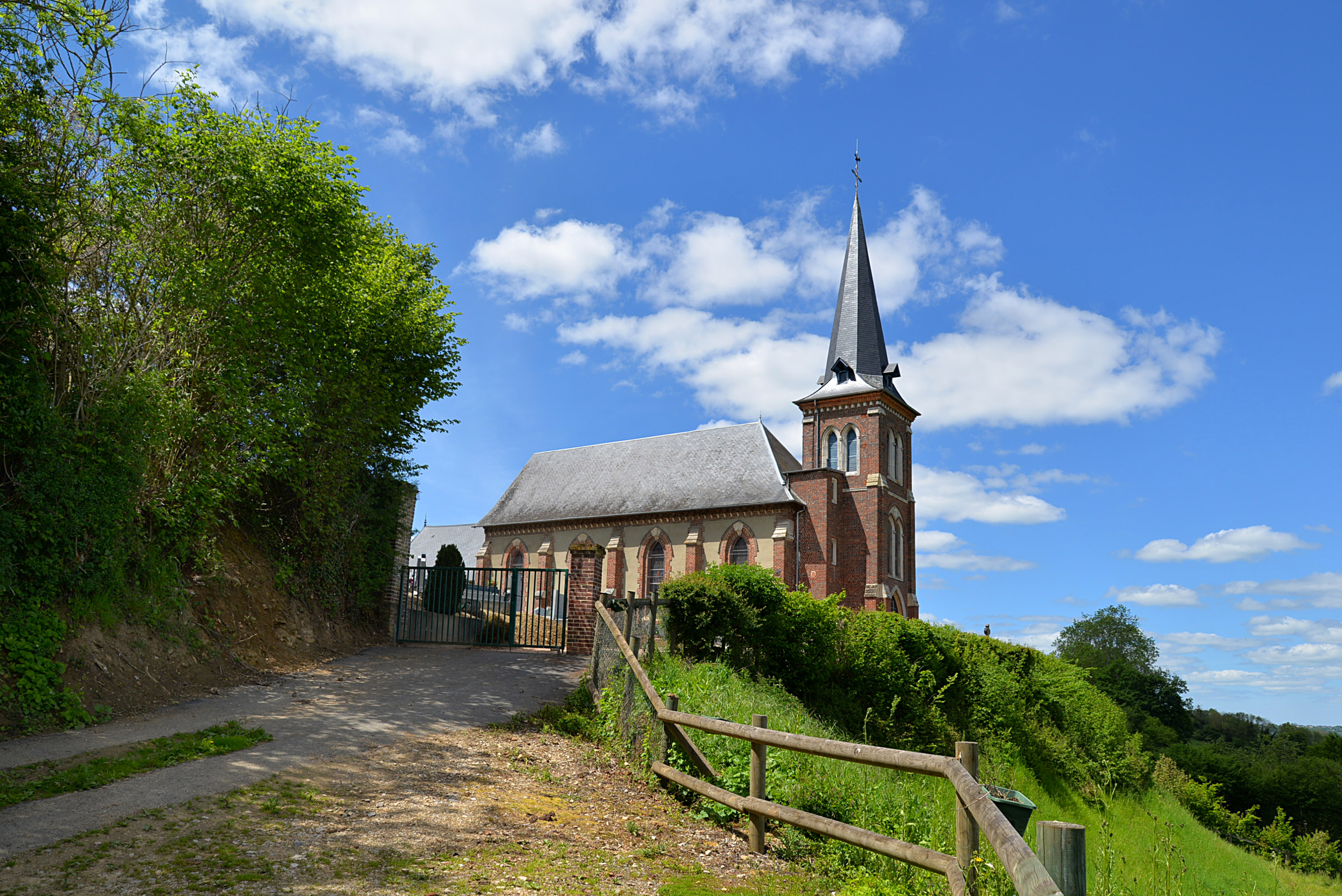
L'église Saint-Martin.
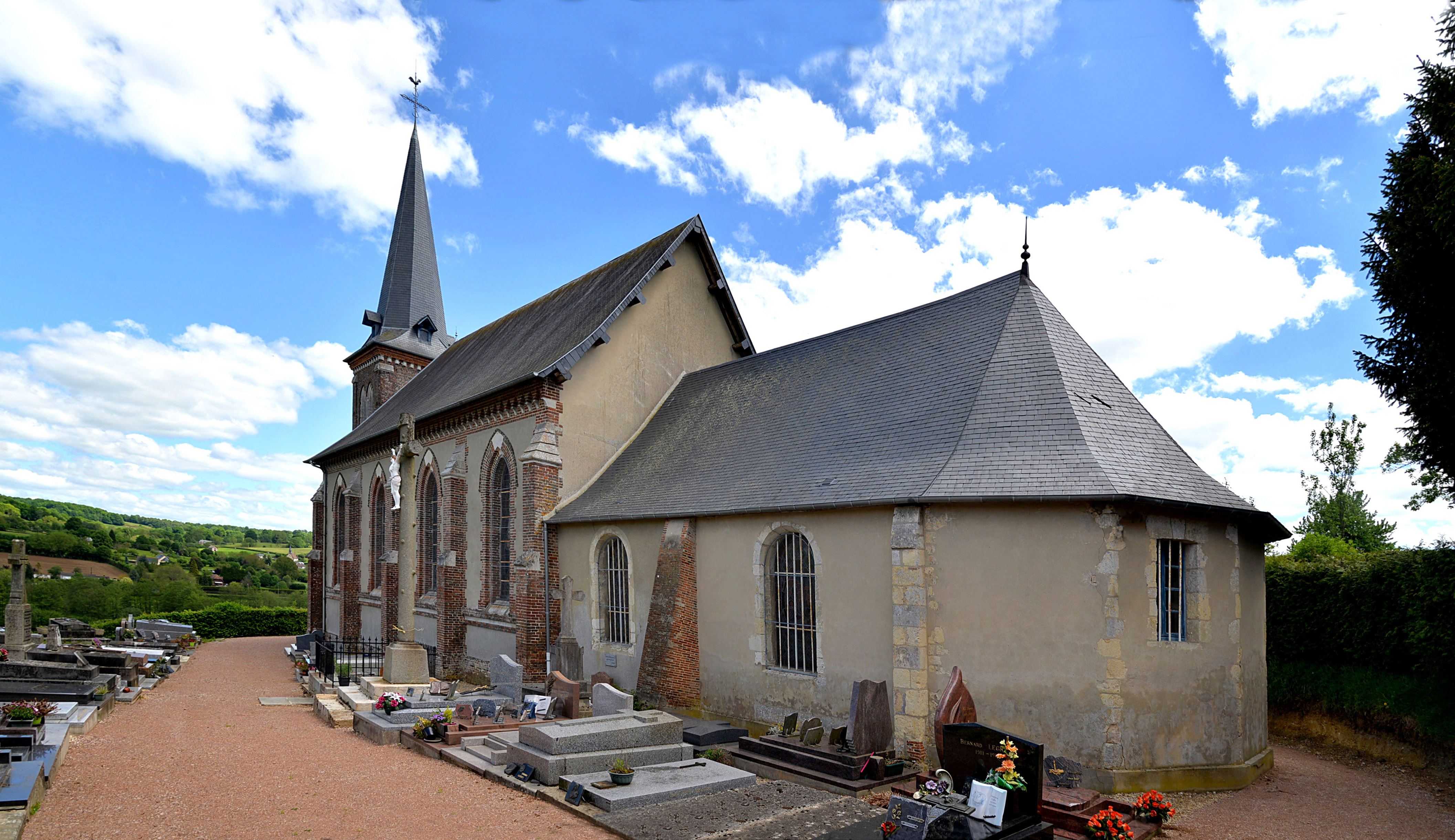
L'église Saint-Martin. Vue nord-ouest.
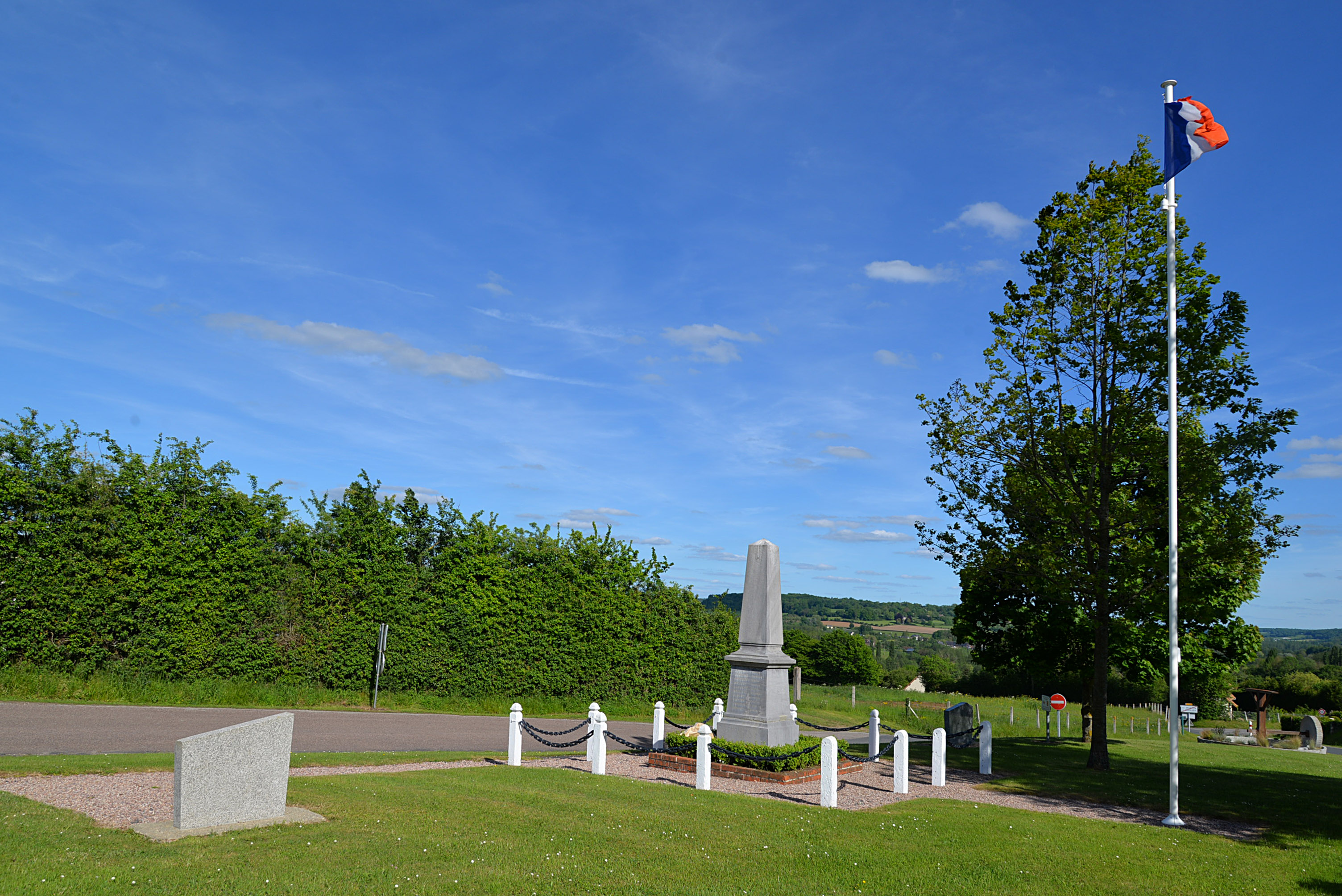
Vue sur les monuments aux morts.

## Héraldique
| Blason de Saint-Martin-de-Mailloc | Blason  | De gueules à trois maillets d'or.                |
| Blason de Saint-Martin-de-Mailloc | Détails | Le statut officiel du blason reste à déterminer. |